# روضة (عمارة)
الروضة هو مصطلح عربي يُستخدم في شبه القارة الهندية بشكل كبير وفي الشرق الأوسط أيضًا، ويعني الضريح أو القبر. ويُعرف أيضًا باسم المزار أو المقبرة أو الدرغا.
أخذت اللغات الهندية كلمة روضة من الفارسية والتي أخذتها من كلمة روضة العربية وتعني الحديقة، ولكنها امتدت إلى القبر المحاط بالحديقة كما في أغرا وأورانجاباد. كما قد سمى عبد الحميد لاهوري - مؤلف كتاب بادشنامه [الإنجليزية] وهو التاريخ الرسمي لعهد شاه جاهان - تاج محل بالروضة المنورة في كتابه. ولعل أصل استخدام هذا المصطلح يرجع للحديث النبوي «ما بينَ قبري ومنبري رَوضةٌ من رياضِ الجنَّةِ».